# Liacarus atraktus
Liacarus atraktus är en kvalsterart som först beskrevs av Tyler A. Woolley och Harold G. Higgins 1966.  Liacarus atraktus ingår i släktet Liacarus och familjen Liacaridae. Inga underarter finns listade i Catalogue of Life.